# Joe Dunthorne
Joe Dunthorne (* 1982 ve Swansea, Wales, Británie) je velšský spisovatel, básník a novinář, který se proslavil hlavně humoristickým románem Ponorka. V současné době žije v Londýně.

## Dílo
Joe Dunthorne je autorem dvou románů a jedné básnické sbírky. Román Ponorka (2008) o dospívajícím velšskem chlapci byl zfilmován Richardem Ayoadem v roce 2010 pod názvem Jmenuji se Oliver Tate. V roce 2010 byla v edici Faber New Poets vydána sbírka jeho poezie. Za svůj druhý román, Wild Abandon (2011) si vysloužil britské ocenění Society of Authors' Encore.

### Romány
- Ponorka (Submarine (2008), české vydání: Plus, Praha 2013, přeložil Štěpán Hnyk)
- Wild Abandon (2011)

### Sbírky básní
- Joe Dunthorne (2010, Faber New Poets 5)